# Tervasaaret (ö i Päijänne-Tavastland, Lahtis, lat 61,45, long 26,17)
Tervasaaret är en ö i Finland. Den ligger i sjön Salajärvi och i kommunen Gustav Adolfs i den ekonomiska regionen  Lahtis ekonomiska region  och landskapet Päijänne-Tavastland, i den södra delen av landet, 160 km norr om huvudstaden Helsingfors. Öns area är 0,3 hektar och dess största längd är 130 meter i nord-sydlig riktning.  Notera att namnet antyder att det är fråga om flera öar.